# Fiacre Ntwari
Fiacre Ntwari (ur. 25 września 1999 w Kigali) – rwandyjski piłkarz grający na pozycji bramkarza. Od 2023 gra w klubie TS Galaxy FC.

## Kariera klubowa
Swoją karierę piłkarską Ntwari rozpoczął w klubie Intare FC. W 2016 roku zadebiutował w nim w drugiej lidze rwandyjskiej. W 2017 roku przeszedł do pierwszoligowego APR FC. W sezonach 2017/2018 i 2019/2020 wywalczył z nim mistrzostwo, a w sezonie 2018/2019 wicemistrzostwo Rwandy. W 2020 został zawodnikiem Marines FC, a w 2021 trafił do AS Kigali FC. W sezonie 2021/2022 zdobył z nim Puchar Rwandy. W 2023 przeszedł do TS Galaxy FC.

## Kariera reprezentacyjna
W reprezentacji Rwandy Ntwari zadebiutował 15 listopada 2021 roku w przegranym 1:2 meczu eliminacji do MŚ 2022 z Kenią, rozegranym w Nairobi.